# Burkina Faso
Burkina Faso és una república de l'Àfrica Occidental situada a la part superior del riu Volta. Limita al nord i a l'oest amb Mali, a l'est amb el Níger i Benín, i al sud amb Togo, Ghana i Costa d'Ivori. La capital i ciutat més poblada n'és Ouagadougou. El seu nom significa "país de les persones íntegres".

## Història
El país és poblat d'ençà el 7000 aC per comunitats caçadores-recol·lectores que segueixen els costums locals. S'han trobat restes dels Dogon. El segle xv s'incorpora a l'Imperi Songhai, una de les potències de la regió. El segle xix va ser dominat pels Mossi fins que esdevingué un protectorat francès. Depèn de França del 1919 fins al 1960, amb el nom colonial d'Alt Volta. Després de la primera presidència de Maurice Yameogo fins al 1966, va succeir nombrosos governs militars encapçalats per Sangoulé Lamizana (1966-1980), Saye Zerbo (1980-1982) i Jean Baptiste Ouedraogo (1982-1983). Després d'un cop d'estat en 1983 del militar i governant Thomas Sankara, l'agost de 1984 va canviar-li el nom a l'estat, que va canviar radicalment, va combatre la desertificació, plantant deu milions d'arbres en només quinze mesos, la taxa d'escolarització va pujar del 6 al 22%, va impulsar campanyes importants de vaccinació i va millorar la situació de les dones, amb la prohibició de l'ablació genital i la poligàmia. També va incloure algunes dones al seu govern.
L'assassinat de Sankara va romandre sense jutjar durant més de 34 anys, arran de la desclassificació per part del govern francès d'uns documents relatius al complot, la justícia del país va reobrir el cas, atès que es creia que al darrer del cop hi havien l'estat francès, Costa d'Ivori, altres països francòfons de la regió, Líbia i potser mercenaris del liberià Charles Taylor i la CIA estatunidenca. En total es van imputar a 14 persones, entre elles l'acusat principal, Blaise Campaoré.

### Aixecament de 2014
El 28 d'octubre de 2014 van començar les protestes a Ouagadougou contra el president Blaise Compaoré, que volia esmenar la Constitució per poder allargar el seu govern que ja durava 27 anys. El 30 d'octubre alguns manifestants van incendiar el Parlament i van ocupar la seu de la Televisió Nacional. El mateix dia es va tancar l'aeroport internacional de Ouagadougou i es va suspendre el vot que canviaria la Constitució perquè Compaoré pogués presentar-se a la reelecció el 2015. Posteriorment, l'exèrcit va dissoldre totes les institucions governamentals i va establir un toc de queda. El 31 d'octubre el president Compaoré va dimitir després de 27 anys de ser president del país.
Després que Honoré Nabéré Traoré es proclamés cap d'estat interí, com que la població no estava d'acord amb aquest fet, ja que era la mà dreta de l'antic president Compaoré, el tinent coronel Yacouba Isaac Zida es va proclamar nou cap d'estat interí.
El 17 de novembre fou nomenat Michel Kafando com a nou president interí civil del país per les autoritats militars.

### Cop d'estat de 2015
El 17 de setembre de 2015, la guàrdia presidencial —un dels pilars de l'expresident Blaise Compaoré— va retenir com a ostatges el president Michel Kafando i el primer ministre Isaac Zida; fonts militars van anunciar la dissolució del govern de transició, nomenant el general Gilbert Diendere com a cap del Consell.
Després d'una curta transició, el 29 de novembre de 2015 Burkina Faso celebrà eleccions presidencials, que foren guanyades per Roch Marc Christian Kaboré al capdavant del nou Moviment Popular per al Progrés (MPP), i renovà en les eleccions de novembre del 2020 sense poder resoldre els atacs jihadistes de Jama'at Nasr al-Islam wal Muslimin, Ansarul Islam i ISWAP, aliats a Al-Qaida i l'Estat Islàmic.

### Cops d'Estat de 2022
El tinent coronel Paul-Henri Sandaogo Damiba va prendre el poder amb un cop d'estat després d'anunciar la destitució de Paul-Henri Sandaogo Damiba i va assumir la direcció de la junta militar del Moviment Patriòtic per la Salvaguarda i la Restauració (MPSR) el 24 de gener de 2022. El 30 de setembre de 2022 Ibrahim Traoré va prendre el poder amb un nou cop d'estat després d'anunciar la destitució de Damiba i va assumir la direcció del MPSR, nomenant el 21 d'octubre Apollinaire Joachim Kyélem de Tambèla com a Primer ministre. El 6 de desembre de 2024 la junta militar liderada per Traoré va dissoldre el govern i destituir Kyélem de Tambèla.

## Geografia

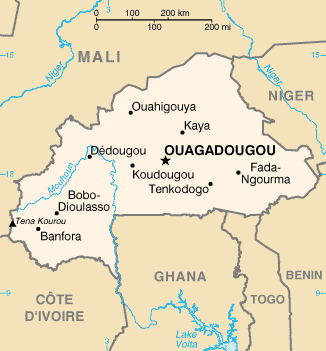
Burkina Faso

Burkina Faso és un país relativament pla, sense muntanyes d'importància. El travessa un ample riu, abans dit Volta i ara dividit en diversos rius, que va donar nom al país durant l'època colonial. Aquest riu forma nombrosos llacs i permet el conreu del sòl. El seu curs, però, és irregular i sovint se'l troba només en forma de torrents.
El clima n'és tropical, amb una estació plujosa de quatre mesos i vents càlids que venen del Sàhara.
Hi ha 30 províncies administratives: Bam, Bazega, Bougouriba, Boulgou, Boulkiemde, Ganzourgou, Gnagna, Gourma, Houet, Kadiogo, Kenedougou, Komoe, Kossi, Kouritenga, Mouhoun, Namentenga, Naouri, Oubritenga, Oudalan, Passore, Poni, Sanguie, Sanmatenga, Seno, Sissili, Soum, Sourou, Tapoa, Yatenga i Zoundweogo.

### Regions
Les províncies de Burkina Faso s'agrupen en 13 regions administratives:
Relació de regions i capitals:
- Boucle du Mouhoun (Dédougou)
- Cascades (Banfora)
- Centre (Ouagadougou)
- Centre-Est (Tenkodogo)
- Centre-Nord (Kaya)
- Centre-Oest (Koudougou)
- Centre-Sud (Manga)
- Est (Fada N'gourma)
- Hauts-Bassins (Bobo Dioulasso)
- Nord (Ouahigouya)
- Plateau-Central (Ziniaré)
- Sahel (Dori)
- Sud-est (Gaoua)

### Llengües
La llengua oficial o estatal és el francès, però el SIL Internacional ha llistat un total de 68 llengües:
- Bàmbara: 300 parlants a la província Kénédougou, a prop de N'Dorola.
- Biali: 1.500 parlants a les províncies de Tapoa i Gourma, a la frontera amb Benín, al sud d'Arli.
- Birifor, Malba: 108.000 parlants al sud-oest de Burkina Faso, a la província Poni. També es parla a Costa d'Ivori.
- Bissa: 350.000 parlants a Burkina Faso. A les províncies Central, Boulgou i Zoundweogo; a les ciutats de Garango, Zabré, Gomboussougou, Tenkodogo. També es parla a Costa d'Ivori, Ghana i Togo.
- Bobo Madaré del nord: 35.000 parlants a la província Banwa. El seu lloc central és la ciutat de Tansilla. També es parla a Mali.
- Bobo Madaré del sud: 311.691 parlants, sobretot a la província Houet, però també a la província Kossi.
- Bolon: 17.000 parlants a les províncies de Kénédougou i Houet, en 12 poblats a l'entorn de N'Dorola i Samorogouan.
- Bomu: 56.000 parlants a la província de Kossi.
- Buamu: 185.945 parlants a les províncies Kossi, Mouhoun, Tuy, Banwa i Les Balés.
- Bwamu, Cwi: 24.000 parlants en una zona entre les províncies de Bougouriba i de Sissili, entre Fouzan i Kabourou.
- Bwamu, Láá Láá: 69.210 parlants en les províncies de Tuy i Les Bailés, al voltant de les aldees de Bagassi, Pâ i Boni.
- Cerma: 61.400 parlants a Burkina Faso. Es parla al nord de Ouagadougou, al llarg de la carretera principal que condueix a Banfora. També es parla a Costa d'Ivori.
- Dagaari Dioula: 21.000 parlants a Burkina Faso. Als pobles de Diébougou, To, Boromo, Soukoulaye, Silly, Pa, Dano, Leo, Gao, Dissin, Wessa i Fara.
- Dagara del Nord: 388.000 parlants al sud-oest del país, a les províncies de Poni, Bougouriba, Sissili i Mouhoun.
- Dogon, Jamsay: parlat a la frontera nord amb Mali.
- Dogon, Tomo Kan: parlat en molt poques poblacions.
- Dogosé: 20.000 parlants al sud-oest de Burkina Faso, a Ouo, Sidéradougou, Kouere, Koro i Sirakoro.
- Dogoso: 9.000 parlants a Burkina Faso. Als poblats de Dandougou, Torokoro, Sokoura, Bondokoro, Tolandougou i Sakédougou. També es parla a Costa d'Ivori.
- Dyan: 14.100 parlants a la província Bougouriba. Sobretot a Dolo i a prop de Diébougou.
- Dzùùngoo: 13.400 parlants (el 30% monolingües) a la província Dénédougou: als departaments de Samorougouan i Samogohiri. A prop de la ciutat d'Orodara.
- Francès.
- Fulfulde, nord-est de Burkina Faso: 750.000 parlants al nord-est de Burkina Faso (llengua fula).
- Gourmanchéma: 600.000 parlants a l'est de Burkina Faso. A les províncies de Gourma, Tapoa, Gnangna, Komandjari, Yagha i Kopienga. Molt a prop del Sàhara. També es parla a Benín, Níger i Togo.
- Hausa: 500 parlants a les províncies Boulgou i Gourma.
- Jalkunan: 500 parlants a la província Leraba. A la població de Blédougou, a prop de Sindou.
- Jula: 1.000.000 de parlants a Burkina Faso. A les províncies de Comoé, Kénédougou, Houet i Leraba. També es parla a Costa d'Ivori i Leraba.
- Kaansa: 6.000 parlants a la província de Poni, al departament de Loropéni. El poblat central de la llengua és el centre cultural i lloc de residència del rei Kaan. És a 10 km al nord-oest de Lorópeni.
- Kalamsé: 9.568 parlants a la província Sourou, al subdistricte de Tougan. També es parla a Mali.
- Kantosi: també es parla a Ghana.
- Karaboro, est: 35.000 parlants al sud de Burkina Faso, a la província de Comoé. També es parla a Costa d'Ivori.
- Karaboro, oest: 30.200 parlants al sud de Burkina Faso.
- Kasem: 120.000 parlants a la província de Nahouri. A les ciutats de Po (Burkina Faso) i Tiébélé. També és una llengua que es parla a Ghana.
- Khe: 1.300 parlants a Burkina Faso. A prop de Dogose, Khisa i Dogoso. A les aldees de Noumoukiedougou, Tiébata, Moromoro, Boli, Sessagbo i Lobo. El khe també es parla a Costa d'Ivori.
- Khisa: 3.000 parlants a la província Comoé, al sud-est de Burkina Faso, a prop de la frontera amb Costa d'Ivori. S'han detectat 25 llogarets on es parla khisa.
- Koromfé: 196.000 parlants a les províncies Yatenga, Soum i Oudalan. També hi ha uns pocs parlants de koromfé a Mali.
- Kusaal: 17.000 parlants a les províncies de Nahouiri, Boulgou i qualques llogarets de la sud-central.
- Lobi: 285.500 parlants a la província de Poni. També es parla a Costa d'Ivori i Ghana.
- Lyélé: 130.000 parlants a les províncies nord i Sanguié. El seu centre principal és a Réo. Hi ha molts lyéléparlants que han emigrat a països veïns, sobretot a Costa d'Ivori.
- Marka: 200.000 parlants a les províncies Kossi i Mouhoun. També es parla al Mali.
- Moba: 1.800 parlants a la província Boulgou, al subdistricte de Ouargaye.
- Mòoré: 5.000.000 parlants a Burkina Faso. Sobretot a l'àrea central, propera a Ouagadougou i per tot l'estat. També es parla a Benín, Costa d'Ivori, Ghana, Mali i Togo.
- Natioro: 2.400 parlants a la província Léraba, a l'extrem oest del subdistricte de Sindou. A prop de la ciutat de Sindou. Es creu que també es parla a Mali o Costa d'Ivori.
- Ninkare: 25.100 parlants a la província de Nahouri, al subdistricte de Zecco i Ziou.
- Nuni, nord: entre 45.000 i 55.000 parlants. Entre 15 i 25 mil, al nord-oest de Nuni i entre 25 i 25 mil al nord-est de Nuni. A les províncies de Sissili i Sanguié, a prop de Boromo. El riu Mouhoun en separa variants dialectals.
- Nuni, sud: 167.670 parlants a les províncies de Sissili, Mouhound, boulkiemdé, Sanguié, Nahouri i Kossi. Es parla en més de 100 aldees.
- Pana: 5.000 parlants a la província Sourou, a prop de la ciutat d'Oué, a la vall del riu Sourrou, a la frontera amb Mali. També es parla en aquest darrer país.
- Phuie: 14.285 parlants a les províncies de Tuy, Loba, Bougouriba i Poni. Es parla en una zona entre 10 i 50 km al nord i a l'oest de Diébougou. També es parla al nord-est de Dano i al territori Dagaari. Es parla en una zona de 450 quilòmetres quadrats.
- Samo, Matya: 105.000 parlants a la província Sourou. També es parla a Mali.
- Samo, Maya: 38.000 parlants a les províncies nord-central i Sourou.
- Samo meridional: 85.000 parlants a la província de Nayala. A prop de les ciutats de Ouaga, Bobo, Dedougou i Koudougou.
- Seeku: 17.000 parlants a la província Houet.
- Sénoufo, Nanerigé: 50.000 parlants al nord de la província de Kénédougou. Al nord de Djigouéra.
- Sénoufo, Senara: 50.000 parlants al Sud-oest de Burkina Faso i a la província de Leraba.
- Sénoufo, Sìcìté: 35.000 parlants a les prefectures de Tagouara Plateau, Koloko i Ouelaní, a la província de Kénédougou. A prop de la frontera amb Mali.
- Siamou: 20.000 parlants a la província de Kénédougou, a 80 km a l'oest de Bobo-Dioulasso. Té el centre a Orodara.
- Sininkere: 6.000 parlants a la província de Sanmatenga, a prop de Pensa.
- Sissala: 13.000 parlants a la província de Sissili, entre Léo i Hamale. Es parla en 30 poblats.
- Songhay: 125.000 parlants a Burkina Faso, a l'àrea d'Hombori. També es parla a Mali.
- Tamasheq, Kidal: 31.169 parlants a la província d'Oudalan. És una llengua amaziga.
- Téén: 2.000 parlants a la província de Poni, al subdistricte de Kampti.
- Tiéfo: 1.000 parlants, d'una població ètnica d'entre 12 i 15.000 habitants. A la província de Comoé. Hi ha més de 20 poblats Tiéfo.
- Toussian septentrional: 19.500 parlants a la província de Comoé, a prop d'Oradara.
- Toussian meridional: 19.500 parlants a les províncies de Comoé i Houet. El centre geogràfic, el tenen a Toussiana. També es parla a Costa d'Ivori.
- Turka: 37.000 parlants a la província de Comoé, al nord i a l'oest de Banfora.
- Viemo: 8.000 parlants a la província d'Houet, al departament de Karankasso Vigué, 40 km al sud-est de Bobo Dioulasso.
- Wara: 4.500 parlants a la província de Comoé, a l'oest de Banfora, a prop del poble de Sindou. El seu poble principal és Sindou.
- Winyé: 20.000 parlants a la província de Bali, a prop de Boromo, al bell mig de la carretera entre Bobo-Dioulosso i Ouagadougou. Es parla en una vintena de poblats.
- Zarma: 600 parlants a Burkina Faso.

A més a més, a Burkina Faso també es parla jowulu (1.000 parlants).

### Demografia
La taxa de mortalitat és molt alta a causa de la sida, que afecta el creixement demogràfic natural de la regió. La majoria de la població pertany a dues ètnies principals: els voltaics (que van absorbir els històrics mossi) i els mande. Les zones del sud són les més poblades, amb una densitat que de vegades força l'emigració. Hi conviuen religions animistes africanes, el cristianisme i l'islam. La llengua oficial n'és el francès.

## Economia
És un dels països amb més pobresa del món. L'agricultura representa un 32% de la riquesa nacional, però té les traves d'un sòl molt àrid i de sequeres contínues. Els productes principals són el blat de moro, el cotó i l'arròs. Hi ha abundants recursos miners, sobretot d'or, de ferro i de coure.
Gran part de les entrades de les famílies depenen de les divises que aporten els emigrants, repartits sobretot pels països veïns. Per a evitar la fam, el burkinesos depenen de l'ajuda internacional.
Forma part de la Comunitat d'estats del Sahel i de la Comunitat Econòmica dels Estats de l'Àfrica Occidental, grups regionals de la Comunitat Econòmica Africana que cerquen la integració de duanes entre els països de la zona.

## Ensenyament
Un dels desafiaments principals de l'estat és millorar la seva educació, ja que menys d'una tercera part dels nens rep educació primària, malgrat la presumpta obligatorietat de l'escolarització gratuïta fins als 16 anys. L'índex d'analfabetisme és un dels més elevats de tot el món.
Les excel·lents relacions internacionals de l'estat amb Europa, sobretot amb França, haurien de servir per a impulsar l'ensenyament amb programes d'ajuda.